# TEN (テンのアルバム)
『TEN』（テン）は、2024年2月13日にカカオエンターテインメントから発売されたテンのデビューミニアルバム。

## 概要
- NCTのメンバー・テンのデビューミニアルバム。
- タイトル曲「Nightwalker」を含めた英語詞の全6曲が収録されている。
- テンは、これまでに「NCT」とその派生ユニット「WayV」のメンバーとして活動してきたほか、アベンジャーズグループ「SuperM」の一員としてもデビューした[7]。また「Birthday」「Paint Me Naked」「New Heroes」「Dream In A Dream」など、様々なジャンルのソロ曲を発表してきた。

## プロモーション

### 予告編
- 1月29日、タイムスケジュールを公開した[8]。
- 1月30日、「Light On」バージョンの予告イメージを公開した[9]。
暗い空間を明るく照らすテンのビジュアルが目を引くイメージとなっている[9]。
- 1月31日、「ON TEN」バージョンの予告イメージを公開した[10]。
ブルートーンのキャンバスフレームの写真とともに、強烈なレッドトーンのスタイリングに身を包んだテンの姿が込められており、テンの強烈な雰囲気が際立つイメージとなっている[10][11]。

### ミュージックビデオ
- 2月5日、収録曲「Lie With You」のトラックビデオを公開した[12]。
- 2月9日、収録曲「Water」「Dangerous」のパフォーマンスフィルム「Performance Film : 10」を公開した[13]。
- 2月13日、タイトル曲「Nightwalker」のミュージックビデオを公開した。
研究員になったテンが、特定の時間や状況に直面すると、全く別の人物に変わるというストーリー[14]。
ミュージックビデオは、2022年公開のオーストラリア映画『トーク・トゥ・ミー』からインスピレーションを得ている[7]。
- 2月19日、YouTube「SMP FLOOR」チャンネルを通じて、タイトル曲「Nightwalker」のパフォーマンス映像「Nightwalker Performance CO-merawork」を公開した[15]。
- 2月22日、タイトル曲「Nightwalker」のダンスプラクティス映像を公開した。

### イベント
- 2月13日、カウントダウンライブ「TEN 'Nightwalker' Countdown Live」を開催した。
- 2月16日より、韓国・タイ・香港・インドネシア・日本の5つの国と地域で、自身初のソロファンコンサート「2024 TEN FIRST FAN-CON [1001]」を開催[16][17]。

## チャート成績
- iTunesトップアルバムチャートにて、オーストラリア、ポーランド、デンマーク、ノルウェー、ブラジル、メキシコ、チリ、ペルー、コロムビア、コスタリカ、サウジアラビア、インド、イスラエル、トルコ、ロシア、タイ、シンガポール、香港、フィリピン、台湾、ベトナム、インドネシア、マレーシア、カザフスタン、ウズベキスタン、ルーマニア、パラグアイ、ベラルーシなどの世界28の国と地域で1位になった[18]。
- iTunesワールドワイドアルバムランキングにて1位、中国最大の音楽プラットフォーム・QQ MUSICデジタルアルバム売上ランキングにて1位、AWAリアルタイム急上昇ランキングにて1位、HANTEOチャート、サークルチャートリテールアルバムなど、韓国の主要アルバムランキングでもデイリーランキング1位を獲得した[18]。
- タイトル曲「Nightwalker」は、ポーランド、メキシコ、チリ、ペルー、コロンビア、サウジアラビア、タイ、シンガポール、フィリピン、ベトナム、マレーシア、エルサルバドル、ベラルーシ、キルギスなど世界14ヶ国のiTunesのトップソングチャートで1位を獲得した[18]。

## 収録曲
1. Nightwalker [3:24] 
  - 作詞：Adam Seuba、Mathias Neumann、Nikolaj Andersen、Svante Furevi、Sebastian Axelsson、Hilda Denny
  - 作曲：Adam Seuba、Mathias Neumann、Nikolaj Andersen、Svante Furevi、Sebastian Axelsson、Hilda Denny
  - 編曲：Mathias Neumann、JINBYJIN

リズミカルで中毒性の高いビートとユニークな雰囲気のベース、ギターリフが調和したポップダンスナンバー[9]。
歌詞には、拒否できない存在に惹かれてしまう感情を描き、テン特有の魅力的な美声とサビの強烈なシンセベースが楽曲の緊張感を高めている[9]。
振り付けでは、手を左右に振って相手に催眠をかけるようなポイントダンスやタッティングの動きが取り入れられている[19]。
2. Water [2:48]
  - 作詞：SOFTSERVEBOY
  - 作曲：Oliver Frid、Liv Miraldi、Sam DeRosa、Cameron Bartolini、Alexander Pavelich、TMM
  - 編曲：Oliver Frid

2000年代初頭サウンドを再解釈したラテンポップダンス曲[20]。
致命的な魅力を持つ相手を「水」で喩えた歌詞と、テンの成熟したヴォイスが調和して魅惑的な雰囲気を醸し出している[20]。
3. Dangerous [2:56] 
  - 作詞：Miles Barker、Jordan Anthony Dennis
  - 作曲：Rodney Jeffrion Montreal Jr、Miles Barker、Jordan Anthony Dennis、Hautboi Rich、Jordain Johnson
  - 編曲：Rodney Jeffrion Montreal Jr p.k.a Fortune

グルーヴィーなシンセベースとファンキーなギター演奏に、テンのリズミカルなボーカルが加わったポップパンクジャンルの楽曲[10]。
歌詞では、相手に対して「自分にハマったら危険になる」と警告している[10]。
4. ON TEN [2:43] 
  - 作詞：Justin Starling
  - 作曲：Rob Grimaldi、Tima Dee、Ayzha Nyree
  - 編曲：Rob Grimaldi

重みのあるベースにキャッチーなシンセサウンドが加わったヒップホップ曲[10]。
歌詞には、自分自身とクルーに対する強い自信と堂々とした抱負が込められており、テンの多彩で圧倒的なボーカルの魅力を感じることができる楽曲[10]。
5. Shadow [3:09]
  - 作詞：Jiselle、Xydo (시도)
  - 作曲：Elie Jay Rizk、Xydo (시도)
  - 編曲：Elie Jay Rizk

寂しい雰囲気のギターリフが際立つ楽曲[20]。
別れた恋人を懐かしく思い、壁に映った影を見て一緒に過ごした時間を回想する歌詞と、テンの表現力が余韻を残す楽曲[20]。
6. Lie With You [3:20]
  - 作詞：Griff Clawson、Ricky Manning、Alna Hofmeyr
  - 作曲：Griff Clawson、Ricky Manning、Alna Hofmeyr
  - 編曲：Griff Clawson

おぼろげな雰囲気のギターサウンドが印象的なミディアムテンポのポップ曲[21]。
恋人が横になって並びながら囁く愛の言葉を歌詞に込めて、ロマンチックなムードを演出した[21]。